# كفر سليمان البحري
كفر سليمان البحري هي إحدى قرى مركز كفر سعد التابع لمحافظة دمياط بجمهورية مصر العربية، ومن أعلامها المهندس حسب الله الكفراوي وزير الإسكان السابق والشيخ رزق خليل حبة شيخ عموم المقارئ المصرية الأسبق.

## التاريخ
قرية كفر سليمان البحري من القرى القديمة، حيث وردت باسم «خلجان سليمان» في أعمال الدنجاوية ضمن قرى الروك الصلاحي التي أحصاها ابن مماتي في كتاب قوانين الدواوين، وقال ابن مماتي أنها من كفور دنجويه. كما وردت باسم «خلجان سليمان» في أعمال  الغربية ضمن قرى الروك الناصري التي أحصاها ابن الجيعان في كتاب «التحفة السنية بأسماء البلاد المصرية». وفي العصر العثماني وردت باسم «كفر سليمان البحري» في التربيع العثماني الذي أجراه الوالي العثماني سليمان باشا الخادم في عصر السلطان العثماني سليمان القانوني ضمن قرى ولاية الغربية، وفي تاريخ 1228هـ/1813م الذي عدّ قرى مصر بعد المسح الذي قام به محمد علي باشا باسم «كفر سليمان البحري» ضمن قرى مديرية الغربية.